# Renard du Cap
Vulpes chama
Espèce
Répartition géographique
Statut de conservation UICN

 LC  : Préoccupation mineure
Le Renard du Cap (Vulpes chama) est une espèce de mammifères appartenant à la famille des Canidae et au genre Vulpes.
Il est présent en Angola, en Namibie, en Botswana, en Afrique du Sud et au Lesotho.

## Description
Le corps et la tête mesurent en moyenne 56 cm, la longueur de la queue est d'environ 33 cm. Le poids moyen est de quatre kilogrammes. Le dessus du corps est gris argenté et le dessous est chamoisé clair. L'extrémité de la queue en panache est noire. Les oreilles sont longues et pointues. Le museau est court et pointu.

## Comportement

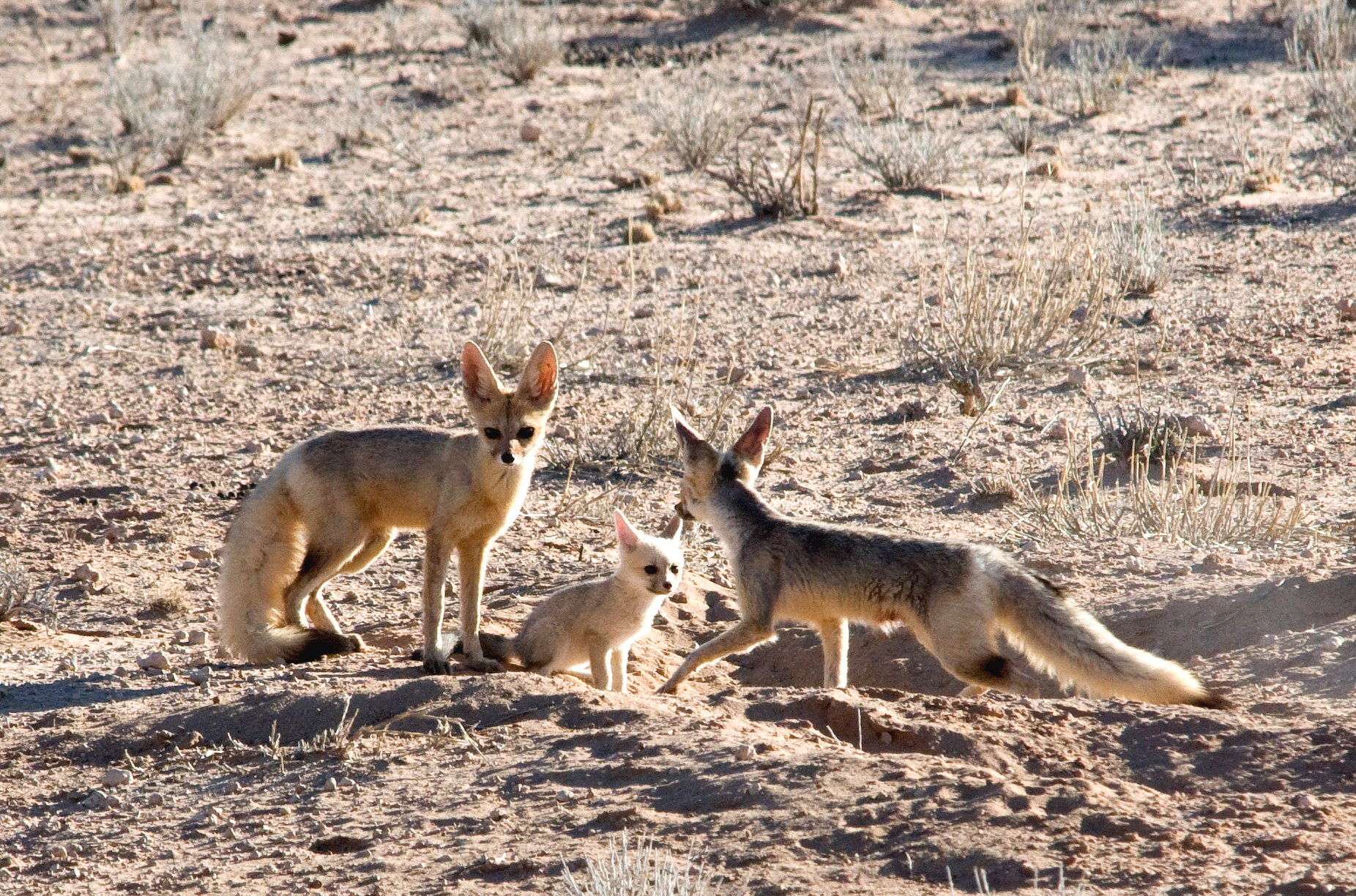
Un couple de Renards du Cap avec leur renardeau en Namibie.

Le Renard du Cap est un habitant des zones arides ouvertes. C'est un prédateur nocturne qui se cache en journée sous les rochers ou dans des terriers creusés dans les terrains sableux. Il chasse essentiellement de petits vertébrés et des insectes. Dans l'État libre d'Orange, la densité de population est de 0,3 individu par km2. La superficie du territoire varie de 1,0 à 4,6 km2. Les territoires peuvent se recouvrir lorsque les proies sont nombreuses. La vocalisation principale est un cri suivi de plusieurs jappements. Le Renard du Cap vit en couple ou solitaire. La saison de reproduction s'étend de septembre à octobre. Après 51 à 52 jours de gestation, la femelle donne naissance à trois à cinq renardeaux.